# Benfica Campus
Der Benfica Campus (auch als Centro de estágio e formação do Seixal) ist das Trainings- und Nachwuchszentrum des Fußballvereins Benfica Lissabon in der portugiesischen Stadt Seixal, Metropolregion Lissabon. 

## Geschichte
2000 fand symbolisch die Grundsteinlegung für den Komplex statt. Im Jahr darauf erteilten das Ministerium für Umwelt (portugiesisch Ministério Ambiente e Ordenamento do Território) und Raumplanung sowie das Ministerium für Sport und Jugend (portugiesisch Ministério do Desporto e da Juventude) die Genehmigungen. 2003 begann man mit den Bauarbeiten. Die von den Architekten Pedro George und Isabel Pessoa entworfene Anlage namens Caixa Futebol Campus wurde am 22. September 2006 offiziell eröffnet. 2007 wurden zur Wiederaufforstung 15.000 Bäume gepflanzt. 2011 wurde der erste Benfica Youth Cup auf dem Gelände ausgetragen. 2013 wurde der Grundstein zur Erweiterung der Anlage gelegt. Am Spielfeld Nr. 1 (portugiesisch Campo N.º 1) wurde eine weitere Tribüne errichtet, die das Platzangebot von 1520 auf 2721 Plätze erhöhte. 2014 folgte die Erweiterung des Geländes von 15 auf 19 Hektar und von drei auf sechs Naturrasenspielfelder sowie dem Espaço 360s. 2015 wurde der Caixa Futebol Campus von der European Club Association als Best Academy of the Year mit dem Globe Soccer Award ausgezeichnet.
In der Saison 2013/14 wurden erstmals Partien der U19 von Benfica in der neugegründeten UEFA Youth League auf dem Benfica Campus ausgetragen. Seit der Saison 2020/21 fanden die Heimspiele der Frauen von Benfica Lissabon in der UEFA Women’s Champions League auf dem Benfica Campus statt.

## Daten
Stand: 22. September 2019
- Fläche: 19 Hektar
- Spielfelder: Neun Plätze, davon sechs große Naturrasenplätze, zwei große Kunstrasenplätze und ein überdachter Kunstrasenplatz mit reduzierten Maßen
- Zuschauerplätze: 
  - Campo N.º 1 – 2721 Plätze (davon 1533 überdachte Sitzplätze)
  - Campo N.º 7 – 604 Plätze
- Umkleidekabinen: 28
  - 12 Kabinen für den Wettkampf
  - Fünf Kabinen für den alltäglichen Gebrauch
  - Fünf Kabinen für Schiedsrichter
  - Sechs Kabinen für das Personal
- Zwei Sporthallen (523 m² und 475 m² Fläche)
- Ein Hotel mit 86 Zimmern – 30 Zimmer für die Männermannschaft und 56 weitere Zimmer – insgesamt 98 Betten
- Des Weiteren: Arbeitszimmer, Büros, Bar, Besprechungsräume, Gesellschaftsraum, Wäscherei, Küche und zwei Essräume
- Espaço 360s:
  - Zwei Behandlungs- und Beratungsräume
  - Drei Physiotherapieräume
  - Zwei Räume für körperliche Untersuchungen
  - Zwei Auditorien
  - Fünf Kleiderschränke

## Trivia
Durchschnittlich werden pro Monat etwa 19 Tonnen Kleidung gewaschen und pro Tag durchschnittlich rund 350 Mahlzeiten serviert.